# Concetta D’Agnese
Concetta D’Agnese, auch als Connie Danese bekannt, (* 2. Dezember 1949) ist eine US-amerikanische Film- und Fernsehschauspielerin sowie Musicaldarstellerin.

## Leben
D’Agnese studierte an der University of California in Los Angeles. In den 1970er-Jahren und Anfang der 1980er-Jahre trat sie in New York City in verschiedenen Musicals auf. Im Broadway war sie von 1971 bis 1973 als Betty Brown in einer von Burt Shevelove neubearbeiteten Fassung von No, No, Nanette und von 1978 bis 1982 als Lily St. Regis in Annie zu sehen. Abseits des Broadways spielte sie die Charlotte in Royall Tylers Werk The Contrast, das 1972 von Anthony J. Stimac als Musical im Eastside Playhouse inszeniert wurde und 1974, unter der Regie von Robert Allan Ackerman, in Eugène Ionescos Ionescopade am Theater Four.
In den frühen 1980er-Jahren begann sie sich als Film- und Fernsehschauspielerin zu engagieren. Ihre ersten Auftritte hatte sie 1982 als Gastdarstellerin in den Fernsehserien It’s a Living und Hart aber herzlich sowie in dem Fernsehfilm Groucho, in dem sie die Margaret Dumont bzw. Thelma Todd verkörperte. Es folgten etliche weitere Gastauftritte in Serien, wie etwa in The Facts of Life (1985), Raumschiff Enterprise – Das nächste Jahrhundert (1988) und Diagnose: Mord (2001) sowie Rollenverkörperungen in einigen Kinofilmen, zu denen Brian Yuznas Horrorfilm Dark Society (1989), Percy Adlons Komödie Younger and Younger (1993) sowie Mitesh Kumar Patels und Sam Sons Actiondrama Neron (2018) gehören.
Zudem wirkte D’Agnese ab 2000 als Kolumnistin für die LA Stage Times und von 2006 bis 2012 als Immobilienmaklerin für Coldwell Banker.

## Filmografie
- 1982: It’s a Living (Fernsehserie, eine Folge)
- 1982: Hart aber herzlich (Hart to Hart, Fernsehserie, eine Folge)
- 1982: Groucho (Fernsehfilm)
- 1985: The Facts of Life (Fernsehserie, eine Folge)
- 1985: George Burns Comedy Week (Fernsehserie, eine Folge)
- 1985: Zurück ins Leben (Between the Darkness and the Dawn, Fernsehfilm)
- 1986: Hunter’s Blood – Gehetzt, gejagt, getötet (Hunter’s Blood)
- 1986: Fresno (Miniserie)
- 1987: The Story of Book One (Kurzvideo)
- 1987: Wer ist hier der Boss? (Who’s the Boss?, Fernsehserie, eine Folge)
- 1988: Raumschiff Enterprise – Das nächste Jahrhundert (Star Trek: The Next Generation, Fernsehserie, Folge 1x17: Die Sorge der Aldeaner)
- 1989: Dark Society (Society)
- 1990: Mord ist ihr Hobby (Murder, She Wrote, Fernsehserie, eine Folge)
- 1990: Columbo: Niemand stirbt zweimal (Murder in Malibu, Fernsehreihe)
- 1990: The New Adam-12 (Fernsehserie, eine Folge)
- 1993: Younger and Younger
- 1997: Wally Sparks – König des schlechten Geschmacks (Meet Wally Sparks)
- 1997: L.A. Affairs (Fernsehserie, eine Folge)
- 1997: Emergency Room – Die Notaufnahme (ER, Fernsehserie, eine Folge)
- 1999: King Cobra
- 2001: Diagnose: Mord (Diagnosis Murder, Fernsehserie, eine Folge)
- 2001: New York Cops – NYPD Blue (NYPD Blue, Fernsehserie, eine Folge)
- 2005: The Inside (Fernsehserie, eine Folge)
- 2008: Metal Gear Solid 4: Guns of the Patriots (Videospiel)
- 2014: Maron (Fernsehserie, eine Folge)
- 2015: The PET Squad Files (Fernsehserie, eine Folge)
- 2016: The Lottery (Kurzfilm)
- 2018: Neron
- 2019: Ish Hashuv Meod (Fernsehserie, eine Folge)